# Đại học Nam Thái Bình Dương
Đại học Nam Thái Bình Dương, viết tắt theo tiếng Anh là USP (University of the South Pacific) là một trường đại học nghiên cứu công lập với các địa điểm trải rộng khắp một chục nước ở vùng Châu Đại Dương.
Trường được thành lập năm 1968, được tổ chức như một tổ chức liên chính phủ và thuộc sở hữu của chính phủ 12 quốc đảo Thái Bình Dương: Quần đảo Cook, Fiji, Kiribati, Quần đảo Marshall, Nauru, Niue, Samoa, Quần đảo Solomon, Tokelau, Tonga, Tuvalu và Vanuatu.
USP là một trung tâm quốc tế về giảng dạy và nghiên cứu về văn hóa và môi trường Thái Bình Dương, với gần 30.000 sinh viên vào năm 2017.: 17
Cơ sở chính của trường ở Suva, Fiji, với các cơ sở phụ ở mỗi quốc gia thành viên.
USP là thành viên liên quốc gia của Hội đồng Khoa học Quốc tế (ISC), và cả tổ chức tiền nhiệm của nó là ICSU.